# Девочки из календаря
«Девочки из календаря» — британо-американская кинокомедия 2003 года. Фильм основан на реальной истории группы женщин из Йоркшира (Великобритания), которые в апреле 1999 года под эгидой «Института женщин» снялись обнажёнными для календаря, чтобы собрать деньги для исследования лейкемии.
В 2008 году фильм был адаптирован в мюзикл.

## Сюжет
Когда у Энни Кларк умирает муж Джон от лейкемии, её близкая подруга решает почтить память Джона, купив диван для комнаты посетителей больницы, где он лечился, но на это у них не хватает денег. Для того чтобы собрать деньги у Крис возникает идея сняться для календаря в обнажённом виде. Она уговаривает своих подруг из «Женского общества» сделать это (самой младшей из них около пятидесяти лет). Они находят фотографа-любителя и делают фотографии для календаря.
Глава местного отделения общества отказывается санкционировать выпуск календаря, тогда Крис и Энни отправляются в национальный конгресс «Женского общества» в Лондон. Там им говорят, что окончательное решение остаётся за местным главой, который всё же соглашается на продажу календаря. Когда календарь поступил в продажу он стал очень быстро расходиться, вызвав большой общественный резонанс.
Женщин приглашают сняться в «Вечернее шоу с Джоном Лено». В это время между Крис и Энни возникает конфликт, они ссорятся. В конечном счёте всё решается положительно и женщины возвращаются к той жизни, которой жили до того как стали знаменитыми.

## В ролях
| Актёр             | Роль        |
| ----------------- | ----------- |
| Хелен Миррен      | Крис Харпер |
| Джули Уолтерс     | Энни Кларк  |
| Линда Бассетт     | Кора        |
| Селия Имри        | Селия       |
| Аннетт Кросби     | Джесси      |
| Пенелопа Уилтон   | Руфь        |
| Джеральдин Джеймс | Мари        |
| Филип Гленистер   | Лоуренс     |
| Киаран Хайндс     | Род Харпер  |
| Джон Элдертон     | Джон Кларк  |
| Джей Лено         | камео       |
| Элизабет Беннетт  | W.I. Judge  |

## Критика
Рут Штайн, пишущая для San Francisco Chronicle, сказала, что это «очаровательный фильм, который должен понравиться поклонникам „Мужского стриптиза“ и „Сюрприза старины Неда“ — и не только потому, что в них также показана нагота, которая заставляет вас улыбаться, а не ухмыляться. В фильмах присутствует удивительный британский юмор. Они не смешны до смеха, но есть немало того, что может развлечь вас, когда вы будете думать о сценах позже».
В своем обзоре для The New York Times Элвис Митчелл назвал Миррен и Уолтерс «изящной парой» и «солнечной, забавной командой». Он описал фильм как «еще одну профессионально сыгранную и поставленную комедию о британской скромности, которая вызывает смех, но кажется все более устаревшей».
Роджер Эберт из Chicago Sun-Times сказал: «Фильм работает в основном из-за обаяния Миррен и Уолтерс, которые своих персонажей так весело, что это становится заразно».

## Награды и номинации

### Награды
- Премия «Британской комедия» (British Comedy Awards) за лучший комедийный фильм

### Номинации
- Премия «Золотой глобус» за лучшую женскую роль — комедия или мюзикл (Хелен Миррен)
- Премия «Спутник» за лучшую женскую роль — комедия или мюзикл (Хелен Миррен)
- Премия британского независимого кино за лучший сценарий
- Премия «Империя» за лучший британский фильм
- Премия «Империя» лучшей британской актрисе (Хелен Миррен, Джули Уолтерс)
- Премия «European Film Awards» за лучшую женскую роль (Хелен Миррен)